# 20270 Phildeutsch
A 20270 Phildeutsch (ideiglenes jelöléssel 1998 FR30) a Naprendszer kisbolygóövében található aszteroida. A LINEAR projekt keretében fedezték fel 1998. március 20-án.